# 西村龍次
西村 龍次（にしむら たつじ、1968年7月18日 - ）は、広島県呉市出身の元プロ野球選手（投手）。

## 経歴

### プロ入り前
広陵高では金本知憲と同期だったが、父親の転勤にともない、1年の1学期で香川県の寒川高（野球部の3年後輩にココリコの遠藤章造がいる）に転校。3年春の県大会ベスト4。
高校卒業後は、社会人野球のヤマハに入社。1987年の第58回都市対抗野球大会で優勝に貢献。1989年の都市対抗では1回戦を完封勝利して、2回戦では新日鉄堺の野茂英雄と投げ合うが敗退。
1989年度プロ野球ドラフト会議にてヤクルトスワローズから1位指名（野茂英雄の外れ1位）を受け、入団。同期には古田敦也がいた。

### ヤクルト時代
1990年、ルーキーイヤーから二桁勝利を挙げる。
1992年は初の開幕投手に抜擢されその試合で勝利。リーグ優勝に貢献したが、シーズン終盤に怪我で離脱した。そのため、日本シリーズではブルペンで待機していたものの登板はなかった。
1993年、二年連続開幕投手を担当したが、初勝利は5月19日ヤクルト対広島6回戦（神宮球場）での1試合両軍合計33得点、2リーグ制以降の最高記録になった試合のリリーフ登板での勝利だった。その後シーズンでは先発ローテーションを維持し11勝をあげルーキーから4年連続二桁勝利を達成。リーグ2連覇に貢献。自身も前年登板できなかった日本シリーズ登板を成し遂げ、チームも日本一を達成した。
1994年5月11日の対巨人戦、2回表に西村が巨人の村田真一の頭部に死球を与え、脳震盪を起こした村田は負傷退場となってしまう。続いて3回裏に今度は巨人の木田優夫が打席に立った西村の尻に死球を与えたため、ヤクルトの野村克也監督は「明らかな報復死球だ」と球審に猛抗議するも認められず、険悪な空気になる。そして7回表、巨人のダン・グラッデンへの内角球が原因で、キャッチャーの中西親志がグラッデンと本塁上で殴り合い、両チーム総出の大乱闘に発展する。中西とグラッデンは両者負傷した上暴力行為で退場となり、発端の西村も危険投球で退場処分を受けた。この試合をきっかけにその後危険球の規定が改められている。西村とグラッデンは罰金10万円と10日間の出場停止処分を受ける。結局この年6勝に終わり、入団以来続いた二桁勝利が途切れ、規定投球回もクリアできなかった。

### 近鉄時代
1995年の開幕直前、吉井理人との交換トレードで近鉄バファローズへ移籍。当時監督だった野村克也は出した理由の一つに西村自身のバントすらも怪しい打撃を著書で述べている。この年は5勝に終わる。翌年はプロ初の未勝利。1997年はプロ入り初の一軍登板なし、二軍でも1試合の登板に終わりシーズン中球団にはトレード志願をしていたが音沙汰がなく、オフに業を煮やし自由契約を申し出し受理された。近鉄退団後、横浜ベイスターズ、阪神タイガースの秋季キャンプでテストをしたが共に不合格となった。

### ダイエー時代
1998年に福岡ダイエーホークスにテスト入団。先発ローテーションに定着し、5年ぶりの2桁勝利となる10勝を挙げ、規定投球回数もクリア。オフにはカムバック賞を受賞。
1999年、エース格の工藤公康が開幕投手を辞退し前年の活躍もあり開幕投手に抜擢。中盤以降ケガで戦線離脱したが、チームは初のリーグ優勝・日本一に輝く。
2000年、ヤクルト時代の1992年、1993年、ダイエー時代の1999年に開幕投手を担当した全ての年でチームがリーグ優勝3回、日本一2回を達成しているジンクスを買われ2年連続通算4度目の開幕投手を担当。その後は慢性的な怪我の影響もあり、この年は開幕投手のみの登板でシーズンを終了した。しかしチームは2年連続リーグ優勝を達成した。オフに右肘の手術を受けた。
2001年、3年連続通算5度目の開幕投手を担当。肘の手術をした影響で本人は投げられないと王監督に告げていたが、監督のジンクスへの期待に応える形で無理を押して登板した。その後ローテーションの谷間で1試合登板した。この年チームはリーグ優勝を逃し、西村も現役を引退した。

### 引退後
九州朝日放送の野球解説者に就任。『スーパーベースボール』ではテレビ朝日制作の巨人戦を中心に球種解説として活躍していた。2000年代後半からはほぼKBCでの解説のみとなっている。その傍ら、2016年まで福岡市でレストランバーも経営していた。
2007年には、NPO法人「ふくろうの森」を設立するとともに、理事長に就任。定期的に野球教室などを開催している。

## 詳細情報

### 年度別投手成績
| 年 度      | 球 団      | 登 板 | 先 発 | 完 投 | 完 封 | 無 四 球 | 勝 利 | 敗 戦 | セ 丨 ブ | ホ 丨 ル ド | 勝 率 | 打 者 | 投 球 回 | 被 安 打 | 被 本 塁 打 | 与 四 球 | 敬 遠 | 与 死 球 | 奪 三 振 | 暴 投 | ボ 丨 ク | 失 点 | 自 責 点 | 防 御 率 | W H I P |
| ---------- | ---------- | ----- | ----- | ----- | ----- | -------- | ----- | ----- | -------- | ----------- | ----- | ----- | -------- | -------- | ----------- | -------- | ----- | -------- | -------- | ----- | -------- | ----- | -------- | -------- | ------- |
| 1990       | ヤクルト   | 31    | 25    | 7     | 2     | 0        | 10    | 7     | 1        | --          | .588  | 760   | 177.1    | 191      | 23          | 53       | 4     | 6        | 132      | 4     | 1        | 88    | 80       | 4.06     | 1.38    |
| 1991       | ヤクルト   | 30    | 29    | 15    | 6     | 4        | 15    | 8     | 0        | --          | .652  | 934   | 228.1    | 202      | 17          | 73       | 4     | 7        | 134      | 8     | 0        | 74    | 71       | 2.80     | 1.20    |
| 1992       | ヤクルト   | 31    | 27    | 9     | 2     | 2        | 14    | 13    | 0        | --          | .519  | 867   | 200.2    | 199      | 17          | 77       | 3     | 6        | 124      | 12    | 0        | 94    | 88       | 3.95     | 1.38    |
| 1993       | ヤクルト   | 26    | 23    | 2     | 0     | 0        | 11    | 6     | 1        | --          | .647  | 646   | 154.2    | 148      | 14          | 42       | 3     | 5        | 98       | 7     | 1        | 71    | 64       | 3.72     | 1.23    |
| 1994       | ヤクルト   | 22    | 19    | 3     | 1     | 0        | 6     | 9     | 0        | --          | .400  | 527   | 124.1    | 116      | 14          | 53       | 2     | 6        | 72       | 3     | 0        | 52    | 47       | 3.40     | 1.36    |
| 1995       | 近鉄       | 22    | 20    | 4     | 0     | 0        | 5     | 9     | 0        | --          | .357  | 498   | 113.2    | 115      | 9           | 60       | 1     | 3        | 45       | 3     | 0        | 66    | 59       | 4.67     | 1.54    |
| 1996       | 近鉄       | 4     | 3     | 0     | 0     | 0        | 0     | 1     | 0        | --          | .000  | 61    | 13.0     | 16       | 0           | 8        | 0     | 0        | 6        | 1     | 0        | 11    | 11       | 7.62     | 1.85    |
| 1998       | ダイエー   | 25    | 24    | 3     | 0     | 0        | 10    | 10    | 0        | --          | .500  | 670   | 152.2    | 163      | 18          | 60       | 3     | 4        | 69       | 10    | 3        | 72    | 57       | 3.36     | 1.46    |
| 1999       | ダイエー   | 11    | 11    | 0     | 0     | 0        | 4     | 3     | 0        | --          | .571  | 252   | 58.0     | 58       | 8           | 21       | 1     | 1        | 34       | 6     | 0        | 33    | 28       | 4.34     | 1.36    |
| 2000       | ダイエー   | 1     | 1     | 0     | 0     | 0        | 0     | 0     | 0        | --          | ----  | 19    | 4.0      | 5        | 1           | 4        | 0     | 1        | 2        | 0     | 0        | 4     | 4        | 9.00     | 2.25    |
| 2001       | ダイエー   | 2     | 2     | 0     | 0     | 0        | 0     | 2     | 0        | --          | .000  | 35    | 7.1      | 12       | 2           | 2        | 0     | 0        | 3        | 0     | 0        | 7     | 7        | 8.59     | 1.91    |
| 通算：11年 | 通算：11年 | 205   | 184   | 43    | 11    | 6        | 75    | 68    | 2        | --          | .524  | 5269  | 1234.0   | 1225     | 123         | 453      | 21    | 39       | 719      | 54    | 5        | 572   | 516      | 3.76     | 1.36    |

- 各年度の太字はリーグ最高

### 表彰
- 最優秀バッテリー賞：1回 （1991年 捕手：古田敦也）
- 優秀JCB・MEP賞：1回 （1991年）
- カムバック賞 （1998年）

### 記録
初記録
- 初登板・初勝利：1990年4月10日、対中日ドラゴンズ1回戦（明治神宮野球場）、7回表に2番手で救援登板・完了、3回2失点
- 初セーブ：1990年4月14日、対横浜大洋ホエールズ1回戦（横浜スタジアム）、9回裏に3番手で救援登板・完了、1回無失点
- 初先発：1990年4月18日、対阪神タイガース1回戦（明治神宮野球場）、3回0/3を3失点で敗戦投手
- 初奪三振：同上、1回表に和田豊から
- 初先発勝利・初完投勝利：1990年5月13日、対阪神タイガース7回戦（長崎市営大橋球場）、9回5失点
- 初完封勝利：1990年7月29日、対横浜大洋ホエールズ16回戦（明治神宮野球場）
- 1シーズン満塁被本塁打　4本（1992年、当時のプロ野球ワースト記録）（出典・ベースボールレコードブック1993）

その他の記録
- オールスターゲーム出場：2回 （1991年、1998年）

### 背番号
- 29 （1990年 - 1994年）
- 21 （1995年 - 1997年）
- 38 （1998年 - 2001年）

## 関連情報

### 現在の出演番組
- スーパーベースボール
- KBCホークスナイター